# Rua da Oliva
A Rua da Oliva é uma rua em Pontevedra (Espanha) localizada no centro da cidade, à beira do centro histórico. É uma das principais ruas de Pontevedra e uma das mais comerciais.

## Origem do nome
A rua chama-se Rua da Oliva devido à presença de uma oliveira no local de origem da rua.

## História
Depois de ter sido designada a capital provincial em 1833, em meados do século XIX Pontevedra melhorou as suas ligações rodoviárias com outras cidades galegas. Entre 1847 e 1851, foram construídas a Rua da Oliva e a actual Rua Rosalía de Castro, e a sua prolongação sob a forma de uma estrada que ligava a cidade a Marim através de Mollavao.
O projecto de 1854 já incluía o nome tradicional da Rua da Oliva. Os comerciantes logo se mudaram para a rua e a Rua da Oliva logo se tornou uma rua comercial. Alguns anos após a sua abertura na Rua Michelena em 1856, a famosa joalharia e relojoaria Suárez mudou-se para a esquina da Rua da Oliva com a Praça da Peregrina em 1861.
A 25 de Julho de 1888, a Rua da Oliva tornou-se a primeira rua na Galiza (juntamente com a vizinha Rua Michelena) a ter iluminação pública, graças à instalação de arcos eléctricos e lâmpadas incandescentes. Esta primeira rede eléctrica galega foi obra do Marquês de Riestra, que construiu a primeira fábrica de electricidade no noroeste da Península Ibérica, na praça da Verdura, e que em 1887 obteve a patente de um processo de adaptação dos dínamos.
Entre 1889 e 1890, a escritora Concepción Arenal viveu no primeiro andar da Rua da Oliva 27, onde organizava um encontro de intelectuais.
Em 1895, a rua chamava-se Elduayen e o seu traçado ia desde a praça da Peregrina até Mollavao. Em 1901, a rua voltou ao seu nome tradicional de Oliva.
Nas primeiras décadas do século XX, a rua era o lar de conhecidos impressores, livrarias e lojas de brinquedos: a livraria Francisco Viñas no número 6, a livraria Julio Antúnez e casa de impressão ao lado, e o bazar Melero no número 13.
Em 1915, teve início a construção do novo edifício central dos correios, localizado na Rua Oliva, e ficou concluído em 1929.
Em 1927, quando o Rei Afonso XIII e a Rainha Vitória Eugénia visitaram Pontevedra, a Rua da Oliva já era uma rua central da cidade.
Na década de 1940, a rua tornou-se o principal local de passeio para a juventude de Pontevedra. Nos anos cinquenta, a rua conheceu um importante desenvolvimento comercial e apresentou uma imagem urbana distinta.
Em 1961, foi inaugurada o primeiro troço das galerias comerciais na Rua da Oliva e em 1965, foi aberto um segundo troço das galerias, ligando a Rua da Oliva à Rua General Gutiérrez Mellado. Estas galerias comerciais, concebidas pelo arquitecto Enrique Barreiro para reunir os diferentes comerciantes e para modernizar e revitalizar o comércio, eram de grande importância na altura.
Em 1981, a Rua da Oliva passou pela sua mais completa remodelação e, em 23 de Dezembro, tornou-se a primeira rua pedonal no centro da cidade.
Em 2001, a parte pedonal da rua foi novamente renovada e em 2002, uma oliveira como a que deu nome à rua foi colocada em frente ao edifício central dos correios.
Em 2018, com a abertura de um supermercado Gadis de 1700 metros quadrados no número 27 da rua onde vivia Concepción Arenal, a fachada tradicional do edifício foi recuperada.

## Descrição
É uma rua localizada em pleno centro da cidade, que tem um traçado recto de 175 metros e é essencialmente plana. A sua largura média é de 8 metros.
É uma rua central da primeira expansão urbana da cidade, pedonalizada entre a praça da Peregrina, à beira do centro histórico de Pontevedra, e a rua García Camba, com uma única via de circulação e dois passeios desde a rua García Camba até à praça de São José.
Várias ruas convergem nela, de norte a sul: Galerías da Oliva, García Camba e Marquês de Riestra. É uma das principais ruas do centro da cidade, com muitas lojas.

## Edifícios notáveis
Uma das extremidades da Rua da Oliva coincide com a Praça de São José e, na esquina entre a praça e a rua, encontram-se os restos do pazo barroco das famílias Gago de Mendoza e Montenegro, que tem actualmente dois andares. Na parte superior destacam-se as suas ameias pontiagudas, decoradas no centro com estrelas de seis pontas inscritas num círculo.
No meio da rua Oliva, na esquina da Rua García Camba, encontra-se o edifício central dos correios da cidade, a sede dos correios da província de Pontevedra. O edifício pertence ao estilo Art Nouveau que prevaleceu nos primeiros anos do século XX. A entrada principal tem a forma de um canto chanfrado com arcos apoiados por colunas clássicas e escadas de pedra que conduzem a uma sala de entrada elevada. É decorada com cantaria geométrica na fachada, particularmente no nível superior, com lucarnas e janelas geométricas em cada nível. O nível superior, acima da entrada principal, é coroado com o brasão de pedra da cidade. No interior, o edifício é construído em torno de um espaço central sobre uma sala pública, e a utilização de materiais como o vidro, madeira e gesso, bem como a abóbada de vidro colorido, são particularmente notáveis.
Na rua existem várias casas de pedra do final do século XIX, como a do número 33, com um rés-do-chão para uso comercial e um ou dois andares para uso residencial, o primeiro com varandas e o segundo com galerias, um padrão que se repetiu no século XIX nas ruas da primeira zona de expansão urbana da cidade.
No número 30 da Rua da Oliva, na esquina da Rua Marqués de Riestra, há um edifício racionalista do arquitecto Emilio Salgado Urtiaga.

## Galeria

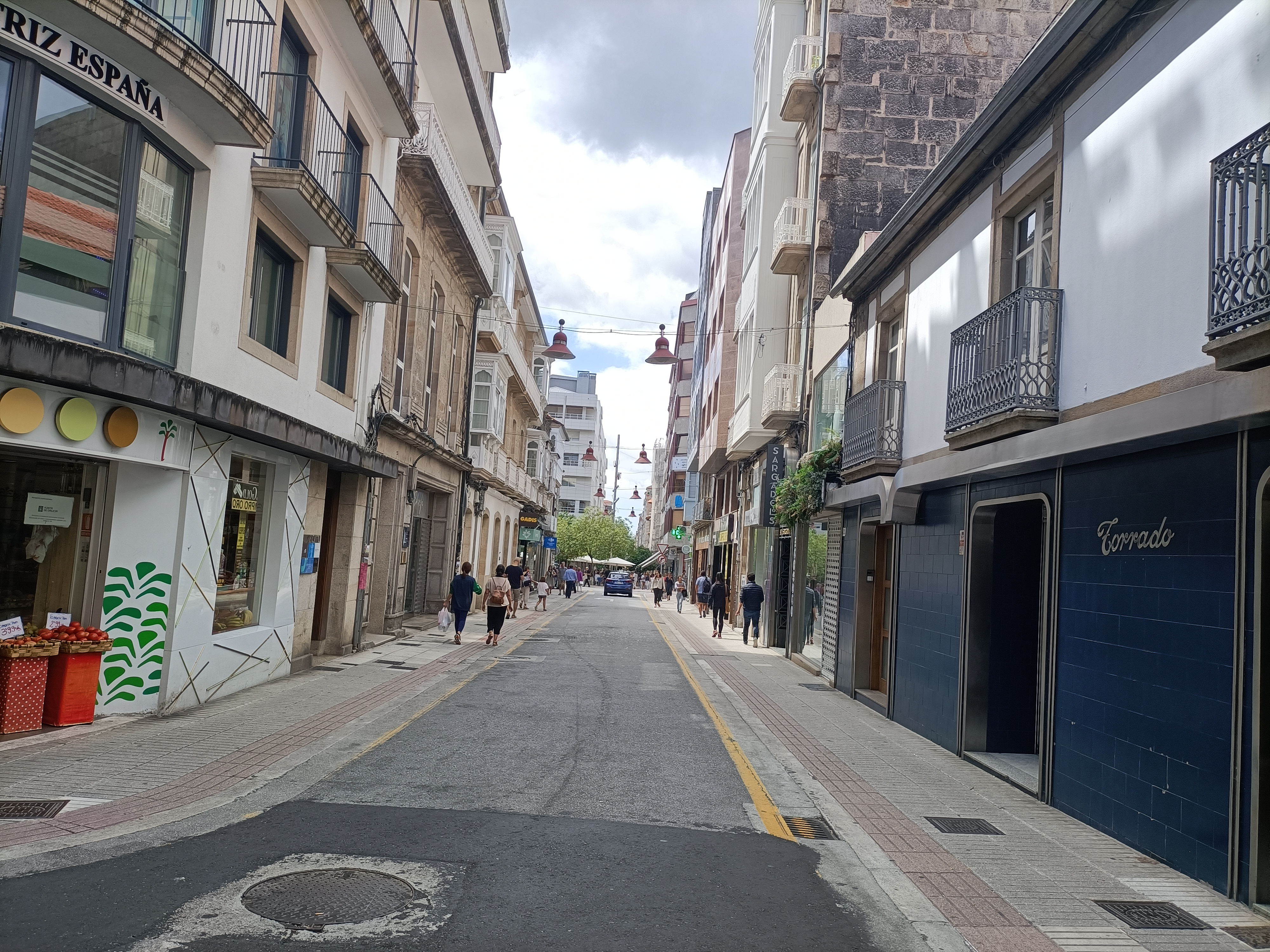
Rua da Oliva em 2023
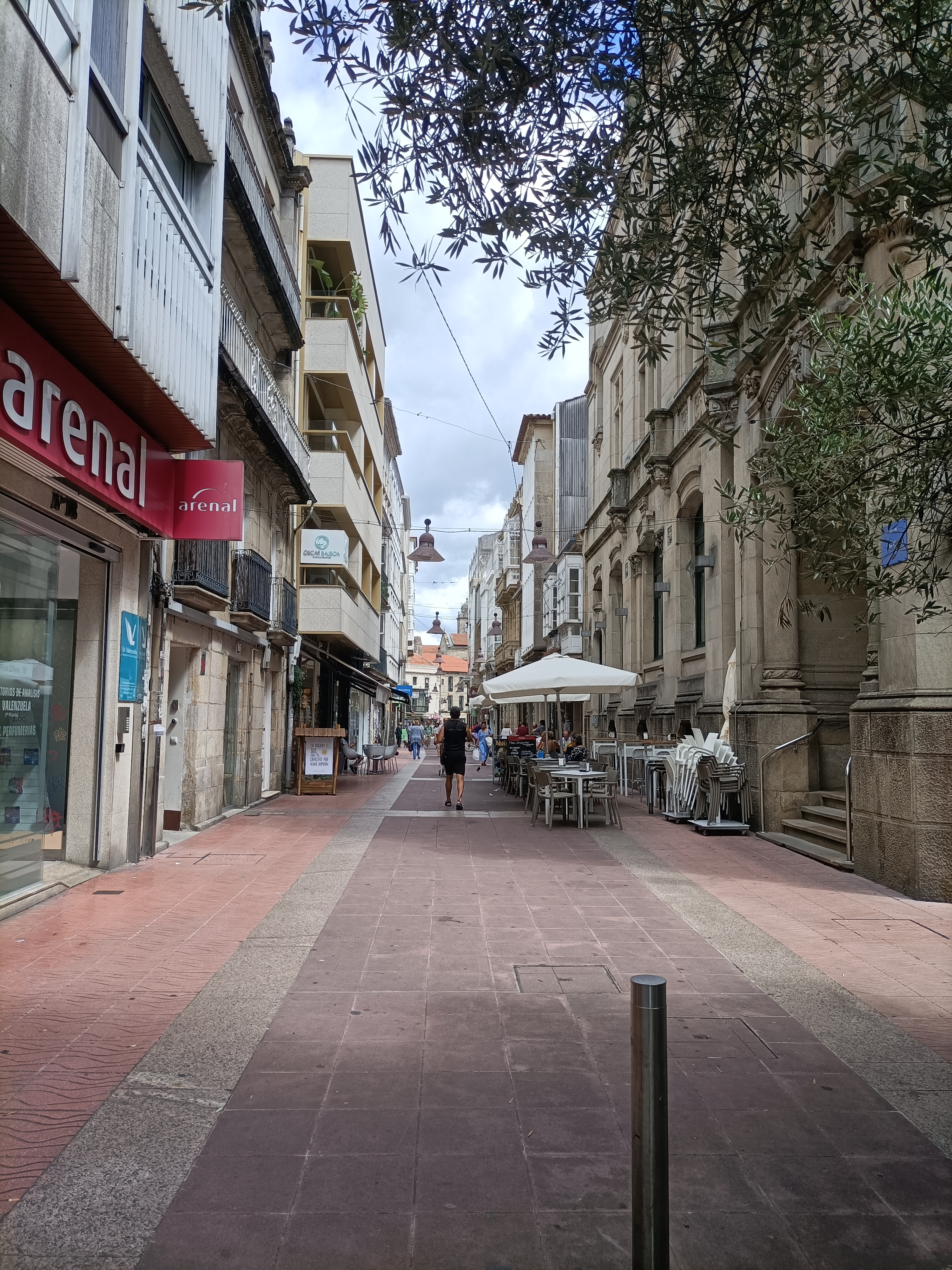
Troço pedonal da rua da Oliva
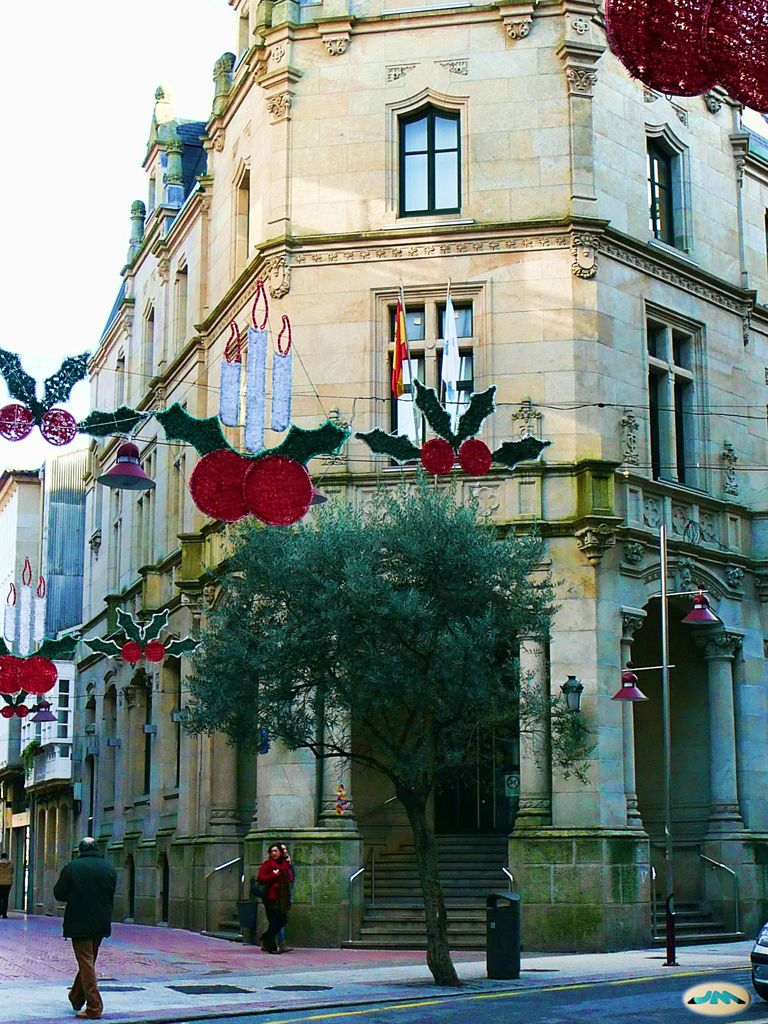
Oliveira na Rua da Oliva.
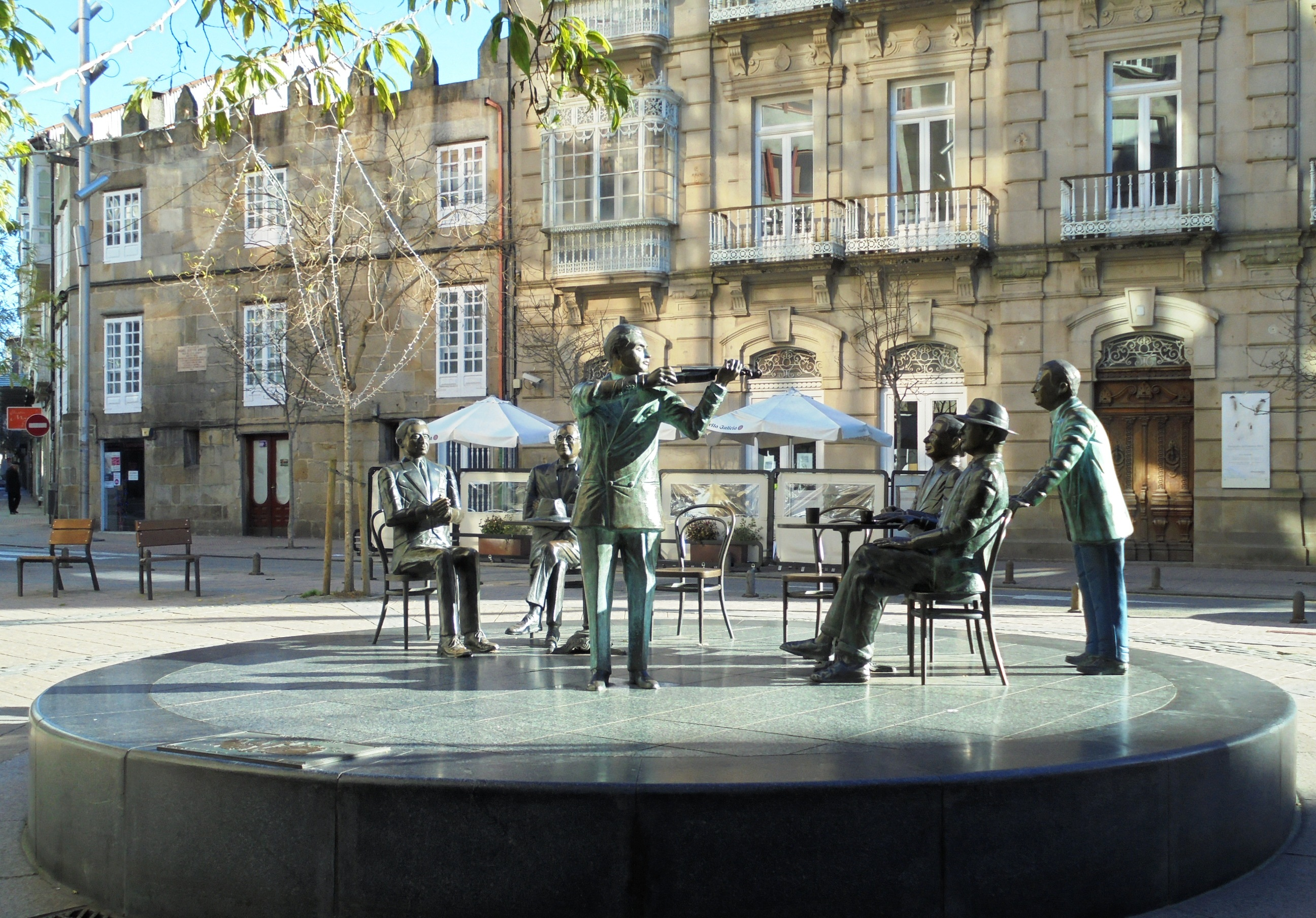
Restos do paço ameado da família Gago de Mendoza ao fundo, à esquerda, na esquina da Rua da Oliva.
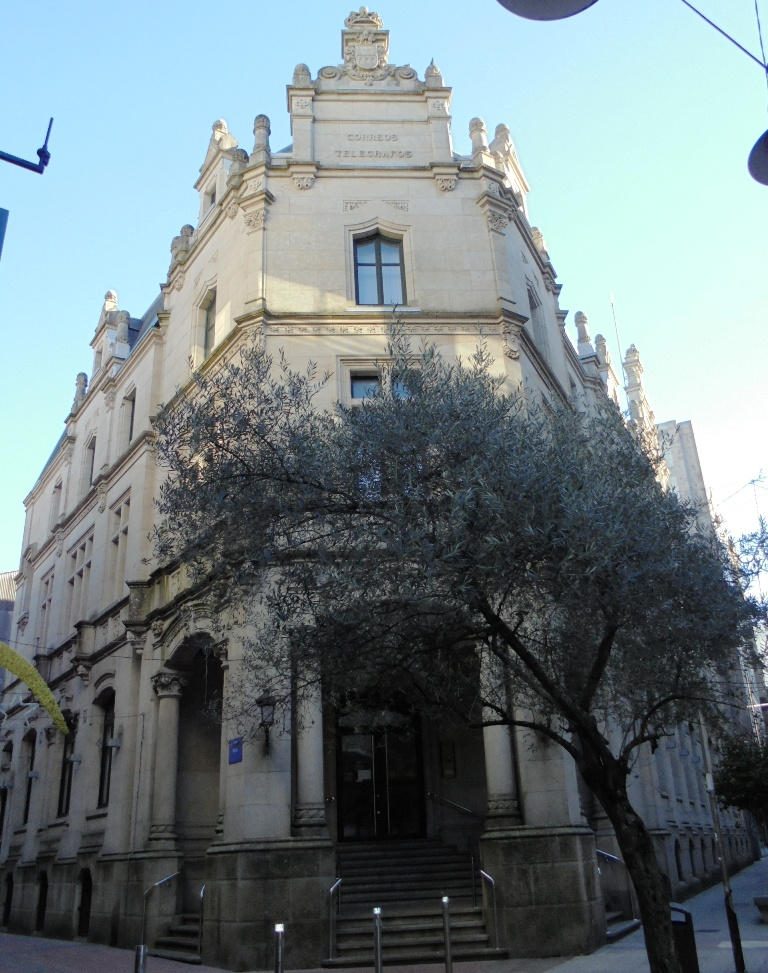
Edifício Central dos Correios de Pontevedra na rua com a oliveira em frente ao edifício.

### Artigos relacionados
- Ensanche-Centro da Cidade
- Praça da Peregrina
- Edifício Central dos Correios de Pontevedra
- Praça de São José
- Rua García Camba